# ВО-1 «Заграва»

Відбитки печаток воєнної округи «Заграва»

Воєнна округа «Заграва» або група «Заграва» — воєнна округа Української повстанської армії, частина оперативної групи УПА-Північ, яка охоплювала північно-західні райони Рівненської області України та південні Берестейщини, а також за даними Сергія Яровенка сучасні Ківерцівський та Луцький райони Волиньської області України. Командирами воєнної округи були Сильвестр Затовканюк («Пташка»), Іван Литвинчук («Дубовий») та Степан Янішевський («Юрій», «Далекий»), заступником командира — сотник Василь Івахів, шефом штабу — майор Микола Левицький («Макаренко»).

## Історія
У другій половині 1944 року групи «Заграва», «Тютюнник» і «Турів» реорганізовані в два з'єднання груп (ЗГ): «33» («Завихост») і «44» («ЗГ», «444»).

## Структура

Військово-адміністративний поділ ВО «Заграва» у серпні-листопаді 1943 року

- Загін ім. Коновальця, командир — «Ярема» (Никон Семенюк)
  - Курені: «Кори» (Макара Мельника), «Лайдаки» (Микити Скуби), ім. Богуна.
- Загін Енея, командир — Еней
  - Курені: Дороша, Кватеренка-Польового, Гонти, Верещаки (курінь окремих доручень).
- Загін Дубового, командир — Дубовий
  - Курені: Шакала (Шавули), Гострого.
- Загін Олега, командир — Олег
  - Курені: Чутки, Цигана, Євгена.

### Восени 1943 року (за даними Петра Содоля)
Командир округи: «Дубовий» (Іван Литвинчук); «Юрій» Степан Янішевський (з березня 1944). Начальник штабу — «Гончаренко» (Ступницький Леонід) (05.1943 — ?).
Загони (фактично курені, по 2-3 сотні):
- Загін «ім. Богуна» (Сарни) — командир: «Ярема» (Никон Семенюк)
- Загін «ім. Остапа» (Березне) — командир: «Шавула» (Адам Рудик)
- Загін «ім. Колодзінського» (Дубровиця) — командир: «Лайдака» (Скуба Микита) († 11.03.1944)
- Загін «ім. Коновальця» (Володимирець) — командир: «Кора» (Мельник Макар Михайлович)
- Загін «ім. Хмельницького» (Костопіль) — командири: «Боровий» (Брилевський Василь); «Острий» (Ждан Ярослав)
- Загін «ім. Дорошенка» (Деражне) — командир: «Вороний» (Левкович Василь)
- Узбецький курінь — командир «Ташкент»
- Грузино-вірменський курінь

### Перша половина 1944 року (за даними Сергія Яровенка)
Командири: Іван Литвинчук («Дубовий», «Максим»), згодом Степан Янішевський («Далекий», «Юрій»). Шеф військового штабу (ШВШ): Дмитро Корінець («Д. Дмитречко», «Гриць», «Бористен»), згодом Володимир Рудаков («Святославович»). Політвиховник (пвх) — Степан Костецький («Зимний»).
До групи «Заграва» входили загони:
- «Батуринський» — командири: Адам Рудик («Шакал», «Шавула», «Шаула»), «Лебедин»;
- «Корсунський» — командири: Микита Скуба («Лайдака»), Калинюк Дмитро («Ярок»);
- «Прилуцький» (у березні був переданий до ВО «Тютюнник») — командири: Ярослав Ждан («Острий»), Анатолій Монь («Гамалія»); Кобринович Володимир («Сівач»)
- «Стародубський» — командир: Макар Мельник («Кузьма», «Кора»);
- «Хвастівський» — командири: Степан Коваль («Юрій», «Рубашенко»), «В. Чорнота».

## Чисельність в 1944 році
Кандидат історичних наук, працівник Інституту української археографії та джерелознавства НАН України Володимир Ковальчук з посиланням на архівний документ, вилучений після смерті 12 лютого 1945 року з торби командира УПА-Північ Дмитра Клячківського («Клим Савур»), наводить наступну чисельність окремих підрозділів, що знаходились в окремі періоди 1944 року у підпорядкуванні командувача групою ВО-3 «Заграва» Івана Литвинчука («Дубовий»):
| Командир                       | Підрозділ                                         | Під час переходу німецько-радянської лінії фронту (січень-лютий 1944 року) | Під час переходу німецько-радянської лінії фронту (січень-лютий 1944 року) | До часу «великої акції» | До часу «великої акції» | У вересні 1944 року | У вересні 1944 року |
| Командир                       | Підрозділ                                         | Сотень                                                                     | Бійців                                                                     | Сотень                  | Бійців                  | Сотень              | Бійців              |
| ------------------------------ | ------------------------------------------------- | -------------------------------------------------------------------------- | -------------------------------------------------------------------------- | ----------------------- | ----------------------- | ------------------- | ------------------- |
| «Лайдака» (Скуба Микита)       | загін «ім. Колодзінського» (згодом «Корсунський») | 2                                                                          | 240                                                                        | 2                       | 240                     | 1                   | 120                 |
| «Кора» (Макар Мельник)         | загін «ім. Коновальця» (згодом «Стародубський»)   | 2                                                                          | 240                                                                        | 3                       | 360                     | 1                   | 120                 |
| «Ярема» (Никон Семенюк)        |                                                   | 2                                                                          | 240                                                                        | —                       | —                       | 2                   | 240                 |
| «Острий» (Ярослав Ждан)        |                                                   | 2                                                                          | 240                                                                        | 5                       | 600                     | 1                   | 120                 |
| «Шавула» (Адам Рудик)          | загін «ім. Остапа» (згодом «Батуринський»)        | 2                                                                          | 240                                                                        | —                       | —                       | —                   | —                   |
| «Рубаш» (Степан Коваль)        | загін «Котловина» (згодом «Хвастівський»)         | 5                                                                          | 600                                                                        | 1                       | 120                     | —                   | —                   |
| «Гамалія» (Анатолій Монь)      |                                                   | 1                                                                          | 100                                                                        | 3                       | 360                     | 3                   | 300                 |
| «Єрмак» (Дмитро Войцешко)      |                                                   | 1                                                                          | 100                                                                        | —                       | —                       | —                   | —                   |
| «Чорнота» (Володимир Дзюбенко) |                                                   | —                                                                          | —                                                                          | 3                       | 240                     | 1                   | 120                 |
| Разом                          | Разом                                             | 17                                                                         | 2000                                                                       | 17                      | 1920                    | 9                   | 1020                |

Дослідникам не вдалося однозначно встановити, що розумілося під «великою акцією», проте це могли бути події квітня 1944 року (бій під Гурбами або ж підготовка до Холодноярського повстання на Наддніпрянській Україні).